# Cantonul Bruay-la-Buissière
Cantonul Bruay-la-Buissière este un canton din arondismentul Béthune, departamentul Pas-de-Calais, regiunea Nord-Pas-de-Calais, Franța.

## Comune
| Comune                 | Populație (1999) | Cod poștal | Cod INSEE |
| ---------------------- | ---------------- | ---------- | --------- |
| Bruay-la-Buissière (1) | 23.998           | 62700      | 62178     |